# Hans-Georg Eils
Hans-Georg Eils (* 13. Dezember 1957 auf Norderney) ist ein deutscher Brauer und Ehrenpräsident des Deutschen Brauer-Bundes (DBB).

## Leben
Nach Abitur und Wehrdienst begann Eils ein Studium der Brauereitechnologie an der Technischen Universität Berlin, das er 1983 als Diplom-Ingenieur abschloss. Danach war er zunächst Wissenschaftlicher Mitarbeiter am Forschungsinstitut für Technologie der Brauerei und Mälzerei der Versuchs- und Lehranstalt für Brauerei in Berlin.
Von 1983 bis 2002 bekleidete er verschiedene Funktionen in der Brauerei Beck in Bremen, wo er zuletzt von 1991 bis 2002 Hauptabteilungsleiter Brautechnik für die Abteilungen Braubetrieb und Umwelt sowie seit 2000 für Entwicklung und Technologie war. In diesen Jahren betreute er auch technologisch die Lizenzproduktionen in China, Thailand und Indien.
1994 dissertierte Eils bei Ludwig Narziß an der TU München-Weihenstephan am Lehrstuhl für Technologie der Brauerei mit einer Arbeit Über den Einfluss der Sudhauseinrichtung auf die Beschaffenheit von Würze und Bier.
Von 2002 bis 2004 war Eils Technischer Vorstand der Gilde-Gruppe mit Brauereien in Hannover (Gilde), Braunschweig (Hofbrauhaus Wolters) und Wernigerode (Hasseröder). Von 2004 bis 2006 war er als Director Brewery Operations bei InBev Deutschland für die Brauereien Diebels in Issum; Beck & Co Bremen; Dinkelacker-Schwabenbräu in Stuttgart; Spaten-Franziskaner-Löwenbräu in München; Gilde in Hannover; Wolters in Braunschweig und Hasseröder in Wernigerode zuständig. 2007 wurde er zum Director Zone Brewery Support Performance Western-Europe ernannt und verantwortete den Braubetrieb von InBev SA in Großbritannien, in den Benelux-Ländern und Deutschland.
Von 2007 bis Juli 2018 war Eils Geschäftsführer der Karlsberg Brauerei in Homburg an der Saar und von 2011 bis 2017 Präsident des DBB.
Eils ist verheiratet und hat zwei erwachsene Kinder.

## Mitgliedschaften und Ehrungen
- Vice-President der European Brewery Convention (EBC), Brüssel,
- Vorsitzender der Braugerstengemeinschaft e.V. zur Förderung des Braugerstenanbaus in Deutschland, München,
- Stellv. Vorsitzender des Technischen Ausschusses des Deutschen Brauer-Bundes (DBB), Berlin,
- Präsidialmitglied des Deutschen Brau- und Malzmeister-Bundes (DBMB), Dortmund
- Mitglied des Technisch-Wissenschaftlichen Ausschusses (TWA) der VLB Berlin

Im November 2017 erhielt Eils den Hopfenorden des Internationalen Hopfenbaubüros.